# Cogomella de Konrad
La cogomella de Konrad o cogomella d'estrella (Chlorophyllum konradii) és una cogomella del grup de les cogomelles veres. Es caracteritza per les escames del barret fosques i disposades de manera radial i les mides esporals.

## Taxonomia
L'any 1943 HSC Huijsman anomena una nova varietat de Lepiota excoriata (L. excoriata var. konradii)  a partir d'una recol·lecció a les dunes de Vrouwenpolder (Holanda). Segons l'autor, les mostres coincidien amb la representació de Lepiota excoriata subsp.* mastoidea de Konrad & Maublanc pel que la nova varietat la dedica a P. Konrad. La publicació és invàlida pel fet de no fer descripció. P.D.Orton (1960)esmena aquest entrebanc afegint la diagnosi llatina (Lepiota konradii Huijsman ex P.D. Orton).
M.M.Moser, a l'any 1967, transfereix l'espècie al gènere Macrolepiota, que passa a anomenar-se Macrolepiota konradii  (Huijsman ex P.D. Orton) M.M. Moser.
Alguns autors consideren Macrolepiota konradii com una varietat de Macrolepiota mastoidea(Fr.) Singer.

## Iconografia

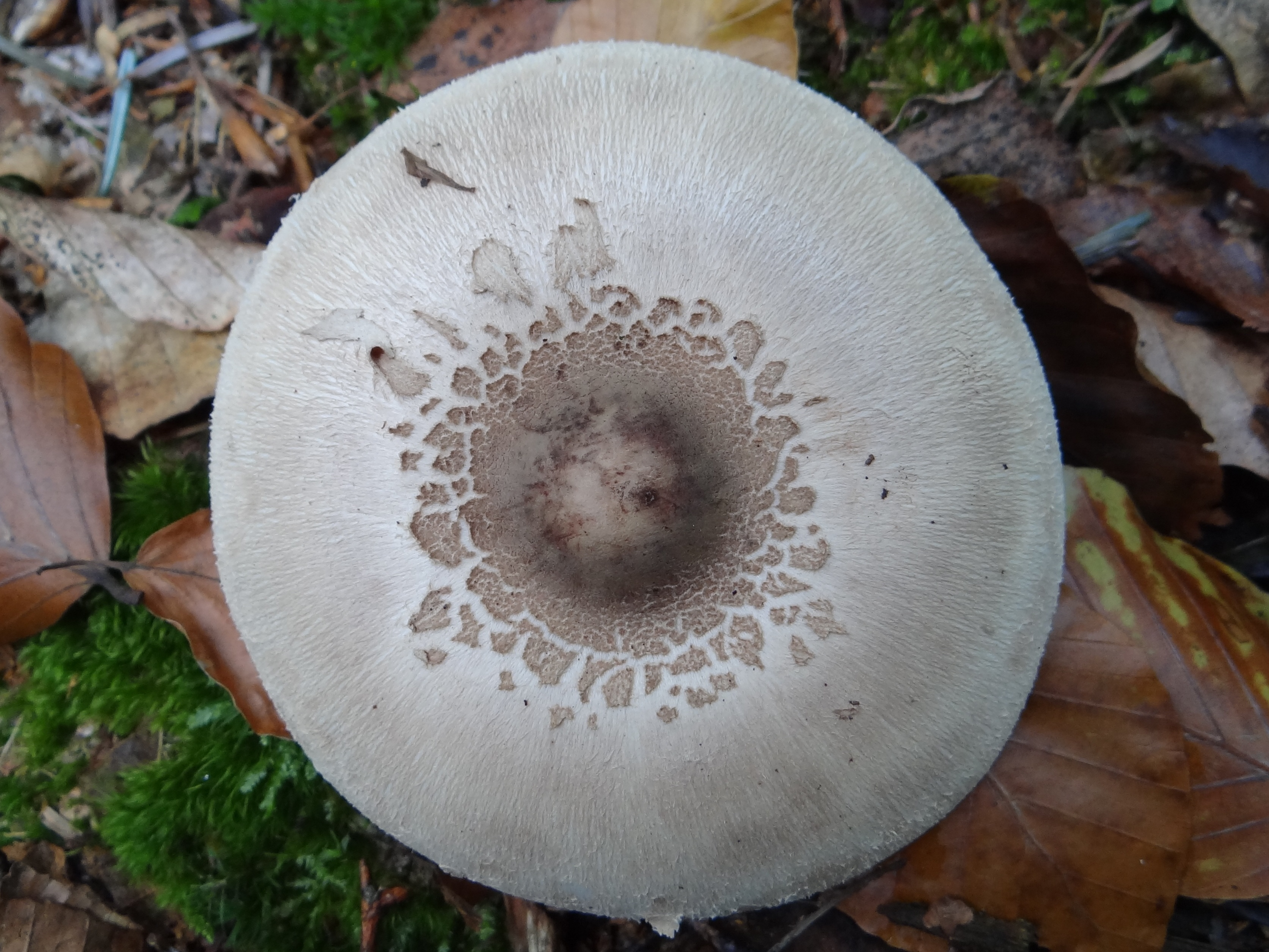
Cogomella de Konrad (Macrolepiota konradii)

Bon, M (1994): Les Lepiotes. Lepiotaceae Roze.
Courtecuisse et al. (1986)
Krieglsteiner, German J. (1981): Die Gattung Macrolepiota Singer in der Bundesrepublik Deutschland (Mitteleuropa) - mit einer Farbtafel von P. Tobies. La imatge de P. Tobies és en l'article posterior, amb el peu de pàgina: Macrolepiota konradii, Foto P. Tobies, octubre 1980.

## Descripció
Barret de 6-15 cm de diàmetre
Anell senzill, engruixit, brunenc a la part inferior
Cama de 10-15-20 cm, cilíndrica, rígida, fistulosa, dilatada al peu, llisa , ocraci pàl·lida per sobre de l' anell , amb un dibuix molt suau en pell de serp; anell blanquinós per sobre, brunenc en el revers.
Carn parcialment brunenca a la pressió

## Hàbitat
La majoria d'autors assenyalen la preferència pels sòls calcaris

## Espècies semblants
Les formes típiques de la cogomella de mugró (Macrolepiota mastoidea) presenten el barret de tons pàl·lids, de superfície ornamentada amb esquames menudes i que contrasten poc amb el teixit subjacent; cama pàl·lida, llisa, la carn del peu desprèn una olor desagradable.

## Comestibilitat
És comestible